# Барр, Тара Линн
Та́ра Линн Барр (англ. Tara Lynne Barr; род. 2 октября 1993) — американская актриса. Наиболее известна по роли Рокси в мрачном комедийном фильме "Боже, благослови Америку" (2011 г.), который принес ей номинацию на премию Young Artist Award в категории "Лучшая молодая ведущая актриса в художественном фильме" и Лоры Мейерс в комедийно-драматическом сериале Casual на канале Hulu.

## Ранние годы
Барр родилась в округе Ориндж, штат Калифорния. Её родители долгое время работали в компании Southern California Edison и отдали Тару и её сестру Эрин в клуб для мальчиков и девочек долины Хантингтон на занятия до и после школы. Когда клуб запустил свою театральную программу, сестра Тары успешно прошла кастинг и поучаствовала в нескольких театральных постановках. Сама Тара была сильно вдохновлена, увидев сестру на сцене, и захотела попробовать свои силы на актёрском поприще.

## Карьера
В возрасте семи лет Тара Линн прошла кастинг на роль в детской постановке Clubhouse Theater — так началась её актёрская карьера. В течение последующих трёх лет она сыграла в 10 спектаклях и в 9 лет заявила, что ей нужен агент для продолжения карьеры в кино и на телевидении. В 11 лет она сыграла роль в короткометражном фильме Road Kill (2005), который получил Приз зрительских симпатий в 2005 году на Нью-Йоркском фестивале хоррор-фильмов и был показан по телеканалу Encore на Фестивале Страхов: 31 Ночь Ужасов. Среди её телеработ — роли в сериалах на каналах NBC, Disney и Nickelodeon. В 2011 она дебютировала в большом кино, исполнив роль Рокси в фильме Боба Голдтуэйта «Боже, благослови Америку».
За этим последовала главная роль в сериале NBC «Водолей» с Дэвидом Духовны в главной роли. Барр покинула сериал перед вторым сезоном, чтобы сыграть Лору Мейерс в оригинальном сериале Hulu «Казуальный». Сериал транслировался в течение четырёх сезонов с 2015 по 2018 год. Она получила высокие оценки за работу.
Последние несколько лет Тара провела, помогая клубу для мальчиков и девочек долины Хантингтон в качестве исполнителя и ведущего в разных ролях, и была молодой знаменитостью на Шестом ежегодном молодёжном музыкальном фестивале и награждении актёров.
В 2020 году Барр приняла участие в сериале AMC «Отправления из других мест», исполнив роль молодой версии персонажа Салли Филд.

## Фильмография

### Фильм
| Год  | Название                 | Роль     |
| ---- | ------------------------ | -------- |
| 2011 | Боже, благослови Америку | Рокси    |
| 2013 | Rebel City Rumble        | RK Keane |
| 2016 | Темнота                  | Кэт      |

### Телевидение
| Год       | Название                               | Роль                           | Эпизоды                                 |
| --------- | -------------------------------------- | ------------------------------ | --------------------------------------- |
| 2004      | Новая Жанна Д’Арк                      | Девочка, прыгающая с тарзанкой | Эпизод: «Only Connect»                  |
| 2005      | Расследование Джордан                  | Салли Йетс                     | Эпизод: «Murder in the Rue Morgue»      |
| 2006      | Дрейк и Джош                           | Кэтти                          | Эпизод: «Megan's New Teacher»           |
| 2006      | Зоуи 101                               | Сэнди Бальдвин                 | Эпизод: «Lola Likes Chase»              |
| 2007      | Всё тип-топ, или Жизнь Зака и Коди     | Халли Гриль                    | 2 эпизода                               |
| 2007      | Disney Channel's 3 Minute Game Show    | Играет саму себя               | Эпизод: «High School Musical 2 Edition» |
| 2012      | Дерзкие и красивые                     | Кристина Джонсон               |                                         |
| 2015      | Водолей                                | Кэти                           | 10 эпизодов                             |
| 2015–2018 | Без обязательств                       | Лаура Мейерс                   | 44 эпизода                              |
| 2018      | Маргиналы и монстры Бобкэта Голдтуэйта | Реджина Бейли                  | Эпизод: «Face In The Car Lot»           |
| 2018      | Студентка                              | Джинни                         | 8 эпизодов                              |
| 2020      | Послания из другого мира               | Дженис в молодости             | 7 эпизодов                              |

### Театр
| Год  | Название            | Роль        |
| ---- | ------------------- | ----------- |
| 2006 | Энни                | Анни        |
| 2006 | Страна чудес        | Элис        |
| 2007 | Маленькие женщины   | Джо Марта   |
| 2008 | Дневник Анны Франк  | Анна Франк  |
| 2008 | Подождем до темноты | Глория      |
| 2009 | 5-е июля            | Ширли Талли |
| 2009 | Попавшие в сеть     | Вики Смит   |
| 2009 | Питер Пэн           | Близняшка   |

### Видео игры
| Год  | Название         | Роль            | Примечания              |
| ---- | ---------------- | --------------- | ----------------------- |
| 2012 | The Secret World | Картер / Эмилия | Озвучивание             |
| 2012 | Prototype 2      | Амайя           | Озвучивание и внешность |